# Megachile yaeyamaensis
Megachile yaeyamaensis är en biart som beskrevs av yasumatsu, Hirashima och > 1964. Megachile yaeyamaensis ingår i släktet tapetserarbin, och familjen buksamlarbin. Inga underarter finns listade i Catalogue of Life.